# Шпанска принцеза
Шпанска принцеза (енгл. The Spanish Princess) је британска историјско-драмска мини-серија за Starz. Темељи се на роману Краљева клетва и Вечна принцеза Филипе Грегори. Наставак је мини-серије Бела краљица и Бела принцеза. Врти се око Катарине од Арагона (Шарлот Хоуп), шпанске принцезе која постаје краљица пратиља Енглеске као прва супруга краља Хенрија VIII Тјудора (Руаири О’Конор).
Састоји се од 16 епизода, знатно више у односу на своје претходнике, док је такође подељена на два дела.

## Улоге

### Главне
| Глумац             | Улога               |
| ------------------ | ------------------- |
| Сај Бенет          | Мери Тјудор         |
| Алисија Борачеро   | Изабела од Кастиље  |
| Ендру Бухан        | Томас Мор           |
| Лора Кармајкл      | Маргарет Пол        |
| Данијел Серкеира   | Де Фуенсалида       |
| Арон Кобам         | Овиедо              |
| Елиот Кауан        | Хенри Тјудор        |
| Филип Камбус       | Томас Вулси         |
| Антонио де ла Торе | Фернандо од Арагона |
| Питер Иган         | Томас Хауард        |
| Алба Галоча        | Хуана од Кастиље    |
| Клои Харис         | Елизабет Блаунт     |
| Џорџи Хенли        | Маргарита Тјудор    |
| Шарлот Хоуп        | Катарина од Арагона |
| Ангус Имри         | Артур Тјудор        |
| Стефани Леви Џон   | Лина де Хардонес    |
| Гордон Кенеди      | Џон Стјуарт         |
| Алан Макена        | Ричард Пол          |
| Александра Моен    | Елизабета од Јорка  |
| Руаири О’Конор     | Хенри Тјудор        |
| Надија Паркс       | Роса де Варгас      |
| Ричард Пепер       | Томас Болин         |
| Џордан Ренцо       | Чарлс Брендон       |
| Оли Рикс           | Едвард Стафорд      |
| Реј Стивенсон      | Џејмс од Шкотске    |
| Харијет Волтер     | Маргарет Бофорт     |

### Споредне
| Глумац          | Улога              |
| --------------- | ------------------ |
| Мамаду Думбија  | Џон Бланке         |
| Морган Џоунс    | Едмунд Дадли       |
| Ник Барбер      | Едмунд де ла Пол   |
| Мими де Винтон  | Урсула Пол         |
| Амелија Гетинг  | Урсула Пол         |
| Артур Бејтман   | Реџиналд Пол       |
| Кларк Батлер    | Реџиналд Пол       |
| Мет Кар         | Хенри Пол          |
| Тео Еншент      | Хенри Пол          |
| Лук Малинс      | Вилијам Комптон    |
| Мо Идрис        | Негаси             |
| Марк Роули      | Александер Стјуарт |
| Ендру Ротни     | Арчибалд Даглас    |
| Брајан Фергусон | Гавин Даглас       |
| Џејми Мичи      | Хјум               |
| Алис Ноукс      | Ана Болен          |
| Беси Коутс      | Мери Болин         |
| Кристофер Крејг | Луј XII               |
| Мајло Калахан   | Хенри Стафорд      |
| Торен Фергусон  | Хенри Стјуарт      |
| Били Гадсон     | Мери Тјудор        |
| Луис Расел      | Џејмс од Шкотске   |

### Гостујуће
| Глумац           | Улога                |
| ---------------- | -------------------- |
| Кенет Кранам     | Џон Мортон           |
| Патрик Гибсон    | Ричард од Шрузберија |
| Лука Перош       | Кристифор Колумбо    |
| Норман Боуман    | Вилијам Данбар       |
| Филип Ендру      | Филип од Кастиље     |
| Филип Макгинли   | Џорџ Невил           |
| Сем Џон          | Карло V               |
| Ијан Пири        | Џорџ Даглас          |
| Теса Бонам Џоунс | Ана Хејстингс        |
| Моли Веверс      | Џејн Стјуарт         |
| Пол Форман       | Франсоа Валоа        |
| Џими Вокер       | Џон Линколн          |
| Натанијел Џоунс  | Хенри Фицџој         |

## Епизоде
| Део 1 |                      |                  |                              |                    |       |
| 1 | Нови свет            | Бригита Стормос  | Ема Фрост и Метју Грејам     | 5. мај 2019.       | 0,393 |
| Катарина Арагонска долази у Енглеску да се уда за принца Артура, наследника енглеског престола, и испуни брачни уговор који ће учврстити савез између две нације.               |                      |                  |                              |                    |       |
| 2 | Грозничави сан       | Бригита Стормос  | Метју Грејам                 | 12. мај 2019.      | 0,398 |
| Катарина је корак ближе енглеском престолу након удаје за Артура, али мора да се носи са изазовима нове везе и новог двора.                                                     |                      |                  |                              |                    |       |
| 3 | Симиони план         | Дејна Рид        | Хелен Чилдрес                | 19. мај 2019.      | 0,456 |
| Катарина је одлучна да постане следећа краљица Енглеске и планира да се уда за принца Харија. Лизи доживи забрињавајуће предсказање уочи компликованог порођаја.                |                      |                  |                              |                    |       |
| 4 | Битка за Харија      | Дејна Рид        | Ники Рена                    | 26. мај 2019.      | 0,500 |
| Док је нација у жалости због Лизине смрти, а Катарина покушава да уговори брак са Харијем, Хенри шокира породицу саопштивши своју намеру да испуни последњу жељу своје супруге. |                      |                  |                              |                    |       |
| 5 | Срце против дужности | Лиса Кларк       | Андреа Торнтон Болден        | 2. јун 2019.       | 0,546 |
| Катарина је у дилеми — да ли да се уда за краља Хенрија Тјудора и одмах постане краљица Енглеске — или да пронађе начин да одбије понуду и сачува се за Харија.                 |                      |                  |                              |                    |       |
| 6 | Пристојна отмица     | Лиса Кларк       | Ема Фрост                    | 9. јун 2019.       | 0,493 |
| Катарина је надомак енглеског престола, али несрећним стицајем околности њена будућност пада у руке њене нестабилне старије сестре.                                             |                      |                  |                              |                    |       |
| 7 | Све је изгубљено     | Стивен Вулфенден | Хелен Чилдрес                | 16. јун 2019.      | 0,509 |
| Цела земља пати — Катарина је једва препознатљива као „Шпанска принцеза”, а Меги је остала без ичега, али Катарина је одлучна да следи своју судбину.                           |                      |                  |                              |                    |       |
| 8 | Судбина              | Стивен Вулфенден | Ема Фрост и Метју Грејам     | 23. јун 2019.      | 0,528 |
| Судбина Енглеске виси о концу након што породицу Тјудор задеси трагедија. Катарина се излаже ризику у покушају да сазна да ли је Хари још увек воли.                            |                      |                  |                              |                    |       |
| Део 2 |                      |                  |                              |                    |       |
| 9 | Камелот              | Шанја Батон      | Ема Фрост и Метју Грејам     | 11. октобар 2020.  | 0,252 |
| Са моћним савезом са Шпанијом и наследником који спава у свом кревецу, шта може да крене наопако за гламурозни краљевски пар Катарине и Хенрија?                                |                      |                  |                              |                    |       |
| 10 | Флоден               | Шанја Батон      | Сајмон Тајрел и Метју Грејам | 18. октобар 2020.  | 0,173 |
| Препустивши вођење земље супрузи, Хари напада Француску. Док је он одсутан, Катарина и сама крене у битку како би обранила Енглеску од шкотских снага.                          |                      |                  |                              |                    |       |
| 11 | Туга                 | Шанја Батон      | Рита Калнеџејс               | 25. октобар 2020.  | 0,180 |
| Након што она и Хари претрпе још један страшан губитак, Катарина се бори да спаси њихов брак. Марија се уда за француског краља Луја .                                          |                      |                  |                              |                    |       |
| 12 | Друга жена           | Лиса Кларк       | Кејт Вергхес и Ема Фрост     | 1. новембар 2020.  | 0,233 |
| Док Мег доводи у опасност све што воли, трудна Катарина се рве са одвратном сумњом да је Хенри неверан.                                                                         |                      |                  |                              |                    |       |
| 13 | Куга                 | Лиса Кларк       | Кејт О’Риордан и Ема Фрост   | 8. новембар 2020.  | 0,221 |
| Кад куга погоди Лондон, дворани побегну у палату Хемптон, али Меги и Томас Мор остану у празном и изненађујуће романтичном двору.                                               |                      |                  |                              |                    |       |
| 14 | Поље златне тканине  | Лиса Кларк       | Кели Џоунс                   | 15. новембар 2020. | 0,234 |
| Велики састанак у Француској чини кулису политичког сукоба између Катарине и Вулслија, док у Лондону избијају немири.                                                           |                      |                  |                              |                    |       |
| 15 | Вера                 | Ребека Гатвард   | Сајмон Тајрел и Метју Грејам | 22. новембар 2020. | 0,290 |
| Нова религија је у успону, баш као и тензије на двору. Катарина мора да спречи да Хенријева опасна параноја претвори пријатеље у непријатеље.                                   |                      |                  |                              |                    |       |
| 16 | Мир                  | Ребека Гатвард   | Ема Фрост и Метју Грејам     | 29. новембар 2020. | 0,315 |
| Док Хенри тоне у лудило, улози за Катарину никад нису били виши. Њен муж је постао претња по њен живот.                                                                         |                      |                  |                              |                    |       |